# Daybreak (浜崎あゆみの曲)
「Daybreak」（デイブレイク）は、日本の歌手・浜崎あゆみの25thシングル。2002年3月6日にavex traxより発売。2002年7月13日にアナログ盤で再発売。

## 解説
シングルとしては前作「Dearest」から約5か月ぶりのリリース（KEIKOとのデュエット「a song is born」を含むと3ヶ月ぶり）で、4thアルバム『I am...』からのリカットシングル。アルバムとは大幅にアレンジが異なっており、スローテンポになっている。なお、オリジナル版は未収録。
30万枚限定生産ではあったが、オリコンチャートでDragon Ashの「FANTASISTA」に敗れ初登場2位となってしまい、2000年発売の19thシングル「ℳ」以来続いていた連続首位記録が途絶えてしまう。累計売上も19.7万枚となり、20万枚を下回るのは6thシングル「WHATEVER」以来3年ぶりのこと。
ジャケット写真はレスリー・キーが初めて担当し、以降の作品もたびたび担当することになる。
「Daybreak "HΛL's Mix 2002"」はこのシングルのみの収録である。
10トラック目に収録されている「opening Run」は、アルバム「I am...」に収録されているインストのEXTENDED版だが、浜崎もコーラスで参加している。

## 収録曲
全曲作詞：ayumi hamasaki
1. Daybreak "HΛL's Mix 2002" [5:27]
作曲：CREA + D・A・I + junichi matsuda / Remixed by HΛL
Panasonic デジタルカメラ「LUMIX F1」CMソング
2. no more words "BRENT MINI'S ROTARY MIX" [5:14]
Remixed by Takahiro Izutani
3. I am... "night clubbers mix" [7:47]
Remixed by night clubbers
4. no more words "nicely nice remix" [4:59]
Remixed by Seiki Sato
5. I am... "Ram's Special 11Days Mix" [7:20]
Remixed by RAM RIDER
6. no more words "turn up the break mix" [7:48]
Remixed by 83key
7. I am... "Huge Fairy tAle mix" [5:33]
Remixed by Huge
8. no more words "Laugh & Peace Mix" [3:18]
Remixed by Laugh & Peace
9. Daybreak "HΛL's Mix 2002 -Instrumental-" [5:27]
10. opening Run "JK's extended mix" [4:44]
Remixed by CMJK

### アナログ盤
1. I am ... "Ram's Special 11Days Mix"
2. I am ... "night clubbers mix"
3. Daybreak "HΛL's Mix 2002"

## 収録アルバム
- Daybreak (いずれもアルバムバージョン)
  - 『I am...』
  - 『A COMPLETE 〜ALL SINGLES〜』

## 収録ライブ映像
- Daybreak
  - 『ayumi hamasaki ARENA TOUR 2002 A』(DVD BONUS TRACK)
    - 『A 50 SINGLES 〜LIVE SELECTION〜』

  - 『ayumi hamasaki MUSIC for LIFE 〜return〜』(オープニング)